# Либавский переулок
Либа́вский переулок — переулок в Адмиралтейском районе Санкт-Петербурга. Проходит от набережной реки Фонтанки до Рижского проспекта.

## История названия
Первоначальное название Екатерингофская улица известно с 1798 года (впоследствии Екатерингофский переулок), дано расположенному параллельно ему Екатерингофскому проспекту, шедшему в парк Екатерингоф. Также существовали названия Екатерининский переулок, Кузнечный переулок, Церковный переулок (по находившейся на Старо-Петергофском проспекте в доме 6 церкви Святой Екатерины Мученицы), 1-й Церковный переулок.
Современное название Либавский переулок дано 14 июля 1859 года по имперскому названию города Либава (ныне Лиепая в Латвии), в ряду улиц Нарвской полицейской части, поименованных по городам прибалтийских губерний России.

## История
Переулок возник во второй половине XVIII века.